# Elección presidencial de la República Centroafricana de 1964
Las elecciones presidenciales de la República Centroafricana de 1964 se efectuaron el 5 de enero de ese mismo año  y se hicieron bajo la modalidad de partido único, donde gobernaba el Movimiento por la Evolución Social del África Negra desde la independencia obtenida en 1960, con David Dacko como primer ministro. En 1964 impuso un sistema de elecciones que dejaría a la República Centroafricana bajo un sistema presidencialista de gobierno.

## Resultados[1]
De acuerdo al orden de la papeleta electoral:
|  | 99,97 % |

|  | 0,03 % |

## Término del período presidencial
El período estipulado para la presidencia de David Dacko era de seis años. Sin embargo, en 1966 fue derrocado por el coronel Jean-Bédel Bokassa, quien se proclamó Presidente de la República y en 1976 autoproclamado Emperador de la República Centroafricana, bajo el nombre de Bokassa I.
Su período monárquico duró hasta el 20 de septiembre de 1979, cuando fue igualmente derrocado por David Dacko, quien asume como presidente provisional hasta un nuevo golpe militar, dirigido en 1981 por André Kolingba, quien convoca a comicios para un referéndum constitucional que permite el multipartidismo en la República Centroafricana y llama a elecciones presidenciales libres para el 15 de marzo de 1981.